# Wang Lee-hom
Dans ce nom chinois, le nom de famille, Wang, précède le nom personnel.
Pour les articles homonymes, voir Wang (patronyme).
Alexander Wang Lee-hom, plus connu sous son nom de scène Wang Lee-hom (chinois : 王力宏 ; peng'im : Wáng Lìhóng ; né le 17 mai 1976 à Rochester), est un acteur et chanteur américain d'origine taïwanaise. Il est l'un des premiers porteurs de flambeau pour les Jeux olympiques d'été de 2008 à Pékin où il est présent à la cérémonie de clôture. Il est de nouveau porteur du flambeau pour les jeux olympiques d'été tenu à Londres en 2012, faisant de lui la seule personne de la mandopop avoir été pris deux fois à l'évènement.

## Biographie

### Jeunesse et études
Wang Lee-hom est né le 17 mai 1976 à Rochester. La ville natale ancestrale de M. Wang est la ville de yiwu (義烏市), dans la province du Zhejiang. Il est le deuxième des trois fils d'immigrants taïwanais de descendance de waishengren. Son père, Wang Dazhong est pédiatre. Ses parents déménagent aux États-Unis pour poursuivre leurs études collégiales dans les années 1960. Influencé par son frère aîné, Leo Wang, qui apprend des leçons de violon depuis qu'il a sept ans, il commence à développer un intérêt pour le violon et ses homologues musicaux quand il avait trois ans. Il supplie sa mère de prendre des leçons de violon avec son frère, mais sa mère était contre en raison de son trop jeune âge. Lorsqu'il a six ans, sa mère l'inscrit dans les cours de violon en la compagnie de son frère. À son adolescence, il a commencé à prendre des leçons de piano et enseigne lui-même la guitare. Il travaille également plusieurs emplois pour gagner de l'argent pour acheter un second kit de tambour à main.
Il assiste à Jefferson Road Elementary School, Pittsford Middle School et Pittsford Sutherland High School. Il est diplômé de Pittsford Sutherland High School. Passionné pour une carrière musicale, il a choisi d'assister à Williams College avec double majeure en musique et en études asiatiques. Il rejoint un groupe masculin a cappella, Les Springstreeters, et le groupe enregistre plusieurs démos.

### Débuts dans la musique (1995–1997)
À l'été 1995, alors qu'il était en visite chez ses grands-parents à Taïwan, Wang Lee-hom reçoit un contrat d'enregistrement professionnel par Bertelsmann Music Group (BMG) après avoir participé à un concours de talents organisé par le label. Ne voulant pas perdre l'occasion, il commence immédiatement à se préparer pour ses débuts, et sort son premier album Love Rival Beethoven en décembre 1995. L'album reçoit peu de succès, le forçant à quitter le label. Il signe alors avec Decca Records l'année suivante, un label connu pour la production de chanteurs célèbres à Taïwan. Voulant avoir également un contrôle dans le marché de l'idole, le label prévoit d'abord que Wang Lee-hom soit considéré comme une « idole romantique » comme avec leur artiste précédent Mavis Fan. Cependant, après avoir découvert le talent de Wang, Decca Records a commencé à le promouvoir comme la « qualité d'idole » de Taïwan à la place.
Il sort son deuxième album If You Heard My Song en 1996, qui comprend certaines de ses propres compositions. Il co-écrit la chanson éponyme de l'album, qui obtient des réponses positives de la part du public. L'album a un succès modéré dans les attiré les ventes de l'album. Il reçoit le même succès similaire à son troisième album Missing You en 1996 et son quatrième album White Paper en 1997. Pendant ce temps, il avait demandé de quitter ses études au lycée afin de poursuivre une carrière musicale à temps plein mais il insiste finalement à terminer ses études en premier.

### Percée (1998–2000)

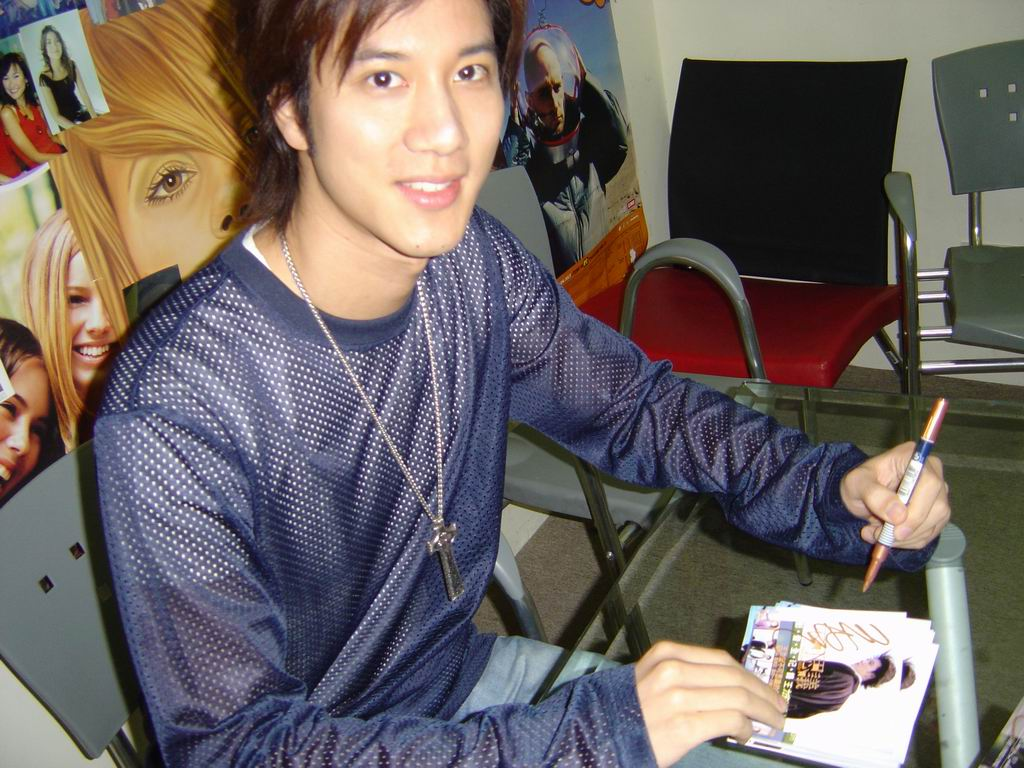
Wang Lee-hom à Bangkok, en Thaïlande en 2004.

Le contrat de Wang avec Decca Records est arrêté après la sortie de son quatrième album White Paper à l'été 1997. Après avoir été diplômé avec les honneurs au Williams College, il sort son cinquième album Revolution en août 1998. L'album devient l'une des percées de sa carrière musicale, vendu à plus de 10 000 exemplaires dès sa première semaine de sortie. Il remporte le prix du meilleur producteur et meilleur chanteur masculin mandarin lors des Golden Melody Awards. Il est le plus jeune artiste à gagner dans l'une des deux catégories.
Il poursuit ses études en assistant à Berklee College of Music. En 1999, Wang sort son sixième album Impossible to Miss You, qui est combiné avec des mélodies pop accrocheuses de son album précédent Revolution avec un nouveau style excentrique de dance-pop. Il devient ensuite son album best-seller qui atteint une vente de plus d'un million d'exemplaires. Son album attire également l'attention internationale. Il remporte trois prix du meilleur vocaliste masculin et est récompensé pour son mérite musicale dans l'album aux Asia Chinese Music Awards 1999.
Au début des années 2000, il commence le tournage de plusieurs blockbusters de langue cantonaise qui lui ont inspiré à étudier cette langue. Il inclut une piste cantonaise, Love My Song, dans la version hongkongaise de Forever's First Day, son septième album studio. Contrairement à ses deux précédents albums, Forever's First Day est constituée principalement des airs mélodiques de RnB. L'album contient une reprise d'une chanson de son oncle, Descendants of the Dragon, réarrangé par Wang Lee-hom avec de la dance et du rock. Dans la chanson, il inclut un passage en rap où il résume les expériences de ses parents vivant comme un américain d'origine chinoise à New York.

### Succès international et Chinked-out (2001–2006)

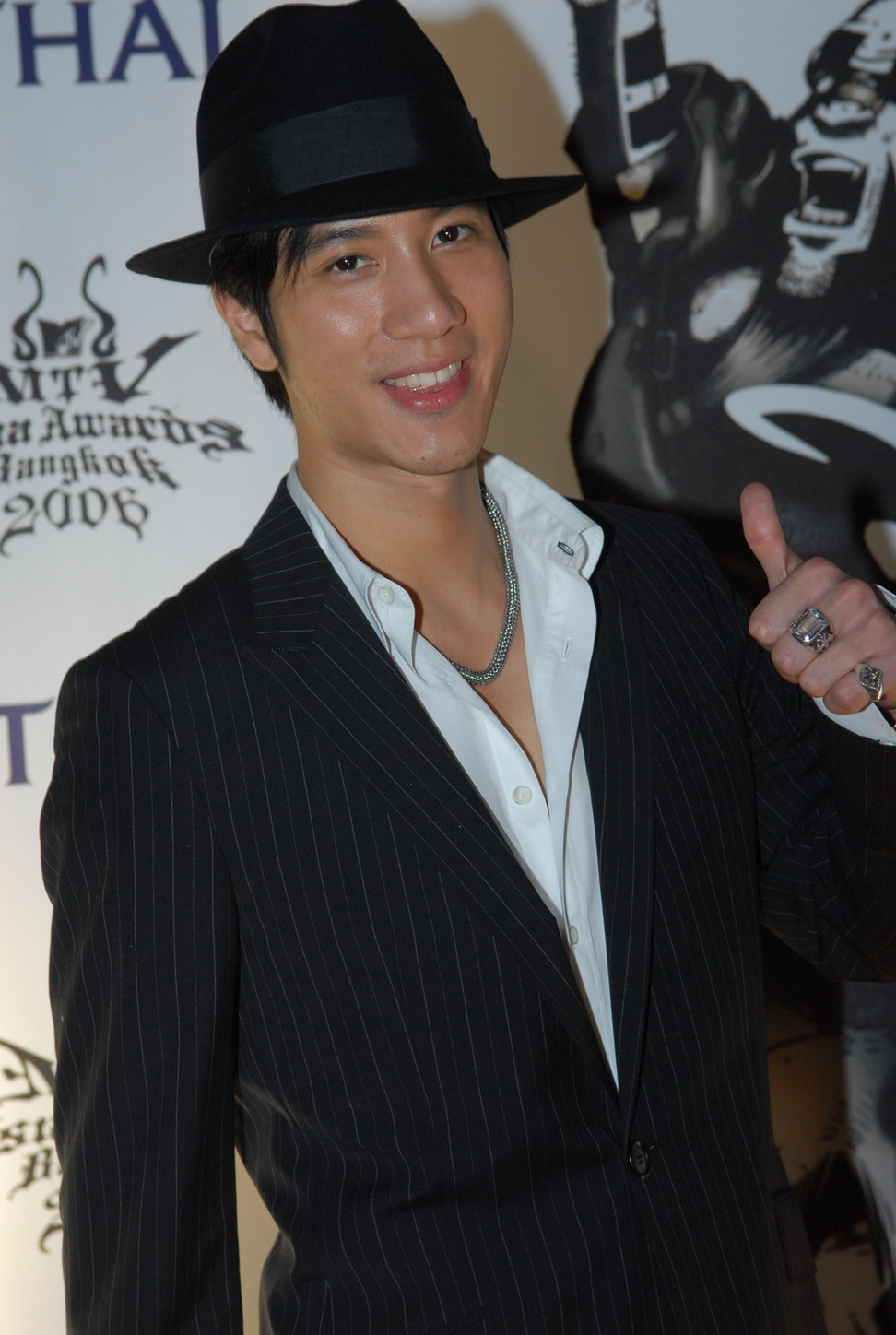
Wang Lee-hom à MTV Asia Awards à Bangkok, en Thaïlande en 2006.

Le prochain album de Wang Lee-hom, The One and Only reçoit un succès international phénoménal. Vendu à plus d'un million exemplaires en Asie, l'album lui fait remporter sept prix prestigieux entre 2001 et 2002. La chanson éponyme est classée 1re sur presque tous les classements musicaux de Taïwan. L'album trouve le succès au Japon, ce qui pousse Wang Lee-hom à sortir son premier album studio en japonais The One and Only le 9 mai 2003. L'album japonais ne favorise seulement qu'une chanson, la chanson éponyme en version japonaise. La même année, il incarne le rôle de Son dans le film dramatique japonais Moon Child réalisé par Takahisa Zeze et joue aux côtés de Hyde et Gackt.
Quelques mois après sa sortie de son neuvième album Unbelievable, il entreprend sa première tournée de concerts The Unbelievable Tour destiné à l'Asie en 2003. Son album RnB et hip-hop est influencé par différentes de style de musique de hip-hop populaires comme Indipop et RnB contemporain. L'album a marqué une étape importante dans sa carrière musicale en raison de sa nouvelle image qui reçoit des critiques élogieuses internationales et a été en tête des classements musicaux. Il est vendu à plus d'un million et demi d'exemplaires en 2004. Le 31 décembre 2004, il publie son treizième album Shangri-La sous Sony Music Entertainment Taïwan. Il incorpore dans cet album la musique des minorités ethniques chinoises et expérimente les sons tribaux de Taïwan, du Tibet et de la Mongolie dans des mélodies modernes du hip-hop. Il avait d'ailleurs commencé à employer le terme « chinked-out » qu'il a inventé pour représenter les liens entre la musique chinoise et occidentale. La vente de l'album a été estimé à plus de 40 000 exemplaires dix jours après sa libération. Au total, il s'est vendu à plus d'un million et demi d'exemplaires.
Il sort son douzième album studio Heroes of Earth en décembre 2005. Depuis les débuts de Wang Lee-hom, cet album est celui qui a le plus de succès avec une vente de plus de 1 000 000 exemplaires en dix jours après sa sortie. L'album est classé 1er sur Taiwan's G-Music Top 20 Charts pendant 6 semaines et est resté pendant 23 semaines sur le classement musical,.

### DeChange MeàYour Love(depuis 2007)
Wang Lee-hom sort son quatorzième album Change Me en juillet 2007 et a été vendu a plus d'un million d'exemplaires, un mois après sa sortie. Dans l'album, il comprend un duo avec Selina Ren du groupe taïwanais S.H.E, You Are the Song in My Heart où pour la toute première fois, on entend Wang Lee-hom chanter dans le dialecte taïwanais. Lee-hom avait composé la chanson Falling Leaf Returns to Root, inspiré par le thriller Lust, Caution d'Ang Lee, dans lequel il joue le rôle de Kuang Yu Min. Son nom a été remplacé par le pseudonyme Kuang Yu Min au lieu de Wang Lee-hom en tant que compositeur de la chanson.
En août 2008, il demande en dommages-intérêts pour plagiat la somme de 320 000 dollars au compositeur indien, Pritam Chakraborty. Le titre-phare pour le film Race de Abbas-Mastan qui est composé par Pritam, aurait été copié à partir du single In the Depths of the Bamboo Forest de l'album studio Shangri-La. En novembre, il est choisi pour mener l'orchestre philharmonique de Hong Kong pour leur grande finale annuelle de 2008 et devient le premier musicien pop asiatique à diriger l'orchestre.

### Vie privée
Wang Lee-hom épouse Lee Jinglei, ancienne étudiante nippo-taïwanaise de l'université Columbia le 27 novembre 2013 à New York. Sa femme donne naissance à une fille prénommée Wang Jiali le 9 juillet 2014 aux États-Unis. Le couple devait à l'origine passer les dernières semaines de la grossesse de Lee Jinglei à Taïwan mais a dû changer leurs plans quand ils ont découvert que la naissance aurait lieu un mois plus tôt.

## Discographie

### Albums studio
En mandarin
- 1995 : Love Rival Beethoven
- 1996 : If You Heard My Song
- 1996 : Missing You
- 1997 : White Paper
- 1998 : Revolution
- 1999 : Impossible to Miss You
- 2000 : Forever's First Day
- 2001 : The One and Only
- 2003 : Unbelievable
- 2004 : Shangri-La
- 2005 : Heroes of Earth
- 2007 : Change Me
- 2008 : Heart Beat
- 2010 : The 18 Martial Arts
- 2015 : Your Love

En japonais
- 2003 : The One and Only
- 2004 : Hear My Voice

## Filmographie

### Acteur
- 1999 : Le Géant de fer (The Iron Giant) de Brad Bird : Dean McCoppin
- 2000 : China Strike Force (雷霆战警) de Stanley Tong : Alex Cheung
- 2000 : Ashes to Ashes: Against Smoking (煙飛煙滅) de Leslie Cheung : Dave
- 2001 : The Avenging Fist (拳神) de Andrew Lau et Corey Yuen : Nova
- 2003 : Moon Child (ムーンチャイルド) de Takahisa Zeze : Son
- 2005 : Starlit High Noon (真昼ノ星空) de Yosuke Nakagawa : Lian Son
- 2007 : Lust, Caution (色，戒) d'Ang Lee : Kuang Yumin
- 2010 : Little Big Soldier (大兵小將) de Ding Sheng : Le Général
- 2010 : Love in Disguise (恋爱通告) de Wang Lee-hom : Du Minghan
- 2011 : The Founding of a Party (建党伟业) de Huang Jianxin et Han Sanping (en) : Luo Jialun
- 2013 : My Lucky Star (非常幸运) de Dennie Gordon : David
- 2015 : Hacker (Blackhat) de Michael Mann : Chen Dawai
- 2015 : Where's the Dragon? (龙在哪里?) de Foo Sing-Choong : Dragon
- 2018 : Forever Young (無問西東) de Li Fangfang : Shen Guangyao
- 2019 : UglyDolls de Kelly Asbury : Lucky Bat (voix)

### Réalisateur
- 2010 : Love in Disguise (恋爱通告) : Du Minghan

## Voix françaises

### France
- Anatole de Bodinat dans Hacker (2015)

### Québec
- Martin Watier dans Lust, Caution (2007)
- Renaud Paradis dans Hacker (2015)
- Nicholas Savard L'Herbier dans UglyDolls (2019)